# درچکه
درچکه (به مجاری:  Derecske) یک منطقهٔ مسکونی در مجارستان است که در ناحیه درچکه واقع شده‌است. درچکه ۱۰۳٫۵۸ کیلومتر مربع مساحت و ۸٬۷۳۴ نفر جمعیت دارد.

## خواهرخوانده
شهرهای وله لویی میهی و سلونته خواهرخوانده‌های درچکه هستند.